# Théâtre Ateneum

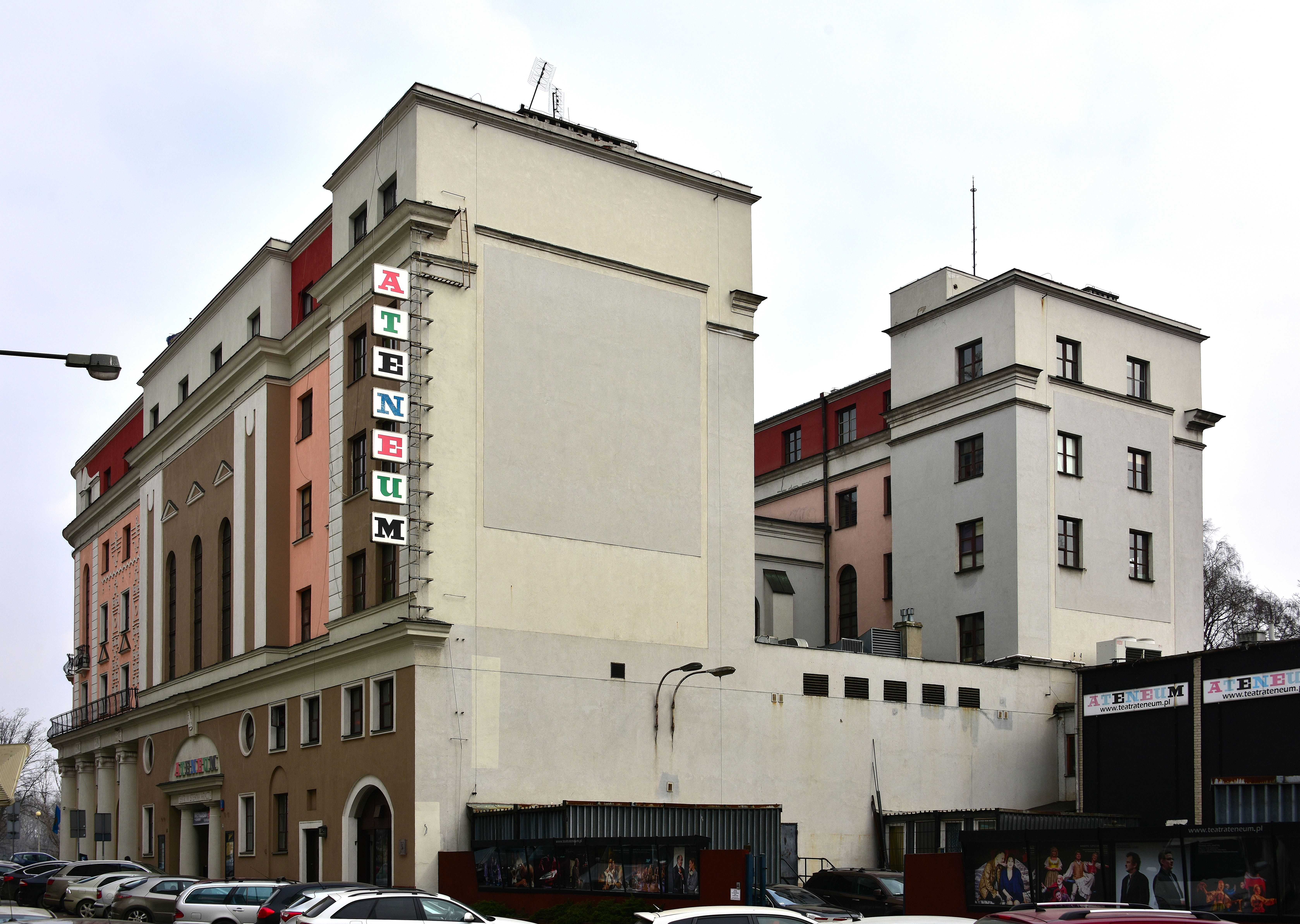
Le théâtre Ateneum vu de la rue Jaracza

Le théâtre Ateneum Stefan-Jaracz (Teatr Ateneum im. Stefana Jaracza) est une salle de théâtre municipale fondée en 1930 à Varsovie (Pologne).

## Historique

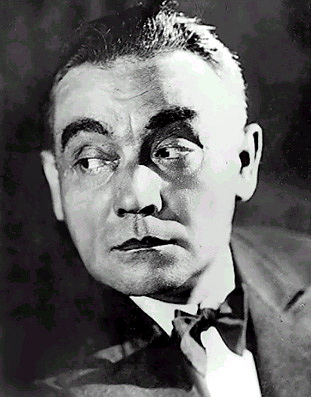
Stefan Jaracz (1883-1945), directeur de 1930 à 1933 et de 1935 à 1939.

Le bâtiment n'ayant pas été détruit lors de la défense de Varsovie en septembre 1939, le théâtre allemand Kleines Theater der Stadt Warschau s'y est installé pendant l'Occupation.
De juin 2011 à août 2016, le directeur artistique était Andrzej Domalik, lors de la saison 2016/2017, cette fonction était tenue par Tadeusz Nyczek (pl). Depuis octobre 2017, c'est Paweł Dangel (pl) qui assure la direction générale et artistique.